# Ricola
Ricola is een monotypisch geslacht van straalvinnige vissen uit de familie van de harnasmeervallen (Loricariidae).

## Soort
- Ricola macrops (Regan, 1904)